# Seth Rollins
Colby Lopez (n. 28 mai 1986, Davenport⁠(d), Iowa, SUA), cunoscut mai ales sub numele său de ring Seth Rollins, este un wrestler profesionist american care lucrează pentru WWE în brandul RAW.
El este logodit cu Becky Lynch din august 2019.
Este un multiplu campion și a făcut parte din The Shield, împreună cu Roman Reigns și Dean Ambrose. Manevre de Final: King's Landing / Ripcord Knee (2017-prezent), Pedigree (2015-2017), Snap single underhook front facelock drop (2015), Curb Stomp / Piece of Mind / Blackout (2012-15, 2018-prezent), Superkick (2019)

## Titluri în WWE
- WWE Championship (2 ori)
- World Heavyweight Championship (WWE) (2 ori, prezent)
- WWE Universal Championship (2 ori)
- NXT Championship (1 dată, inaugural)
- WWE Intercontinental Championship (2 ori)
- WWE United States Championship (2 ori)
- Money in the Bank (2014, 2025)
- Royal Rumble (2019)
- Slammy Awards (2 ori)
- WWE/Raw Tag Team Championship (6) cu Roman Reigns (1), Dean Ambrose (2), Braun Strowman (1), Buddy Murphy (1) și Jason Jordan (1)
- World Heavyweight Championship Tournament (2023)
- 29th Triple Crown Champion
- 11th Grand Slam Champion (în actualul format; al 19-lea per total)